# Gioacchino IV di Costantinopoli
Gioacchino IV di Costantinopoli (Chio, 5 luglio 1837 – Chio, 15 febbraio 1887) è stato un arcivescovo ortodosso ottomano, patriarca ecumenico di Costantinopoli dal 1884 fino alla sua morte. Era il figlio della sorella del patriarca Gioacchino II.
È stato metropolita di Larissa dal 1870 al 1875, e poi metropolita di Derco dal 1875 fino alla sua elezione a patriarca.